# Helstar
Helstar ist eine US-amerikanische Heavy-Metal- beziehungsweise Power-Metal-Band, die 1982 in Houston, Texas, gegründet wurde und heute nur noch sporadisch in Erscheinung tritt.

## Geschichte

### Anfänge
Larry Barragan wollte als Jugendlicher Schlagzeuger werden. Sein älterer Bruder redete es ihm aus, weil er ihn so einschätzte, dass Larry eher ein Mann für den Mittelpunkt statt des Hintergrunds war. Er spielte ihm Platten von Bands vor, bei denen die elektrischen Gitarren dominierten, zum Beispiel Deep Purple, Led Zeppelin und Black Sabbath.
Auf den Geschmack gekommen, verfolgte er die Gitarrenrockszene. Neben weiteren englischen Gruppen, und zwar den neueren der New Wave of British Heavy Metal, inspirierte ihn außerdem die kanadische Band Rush. In der Folge sammelte er Erfahrungen in Coverbands. Drei Jahre verbrachte er so damit, seine Gitarren-Spieltechnik zu verbessern. Die letzte seiner Bands, Black Rose, wandelte sich langsam in Helstar um, denn im Herbst 1982 beschlossen in ihrer Heimatstadt Houston, Texas, besagter Larry Barragan und Schlagzeuger Hector Pavon, aus dem Coverbanddasein zu treten. Auch deren Bassist Paul Medina sagte zu. Als Sänger fungierte damals John Diaz, von dem auch die übernommene Namensidee stammt. Da durch das „S“ die Symmetrieachse eines möglichen Logos verlaufen sollte, verkürzte Barragan den Vorschlag nur noch um das zweite „l“.
Zunächst spielte die identitätssuchende und aufstiegswillige Gruppe weiterhin vornehmlich Coverversionen. In Ermangelung von Auftrittsmöglichkeiten auch schon mal auf Hinterhofpartys. Erst mit den Zugängen James Rivera (Gesang) und Tom Rogers (Gitarre) ergab sich eine Besetzung, die tragfähige eigene Kompositionsgerüste zu entwickeln imstande war und sich vom Fluch der Nichtbeachtung befreien konnte. Im Februar 1983 lag endlich ein Demo mit sechs Stücken vor. Die Begegnung mit einem Schreiber des englischen Magazins Metal Forces brachte Helstar voran, denn er nahm das Tape mit nach England und besprach es im Metal Forces. Auf diese positive Rezension hin trafen viele Bestellungen ein, und dieser Verbreitung wiederum war es mit zu verdanken, dass es zum „Demo des Jahres“ gewählt und als letzter Effekt zum hochwertigen Tauschobjekt innerhalb der Underground-Szene wurde. Diese Entwicklung ließ das frisch gegründete Label Combat Records aufhorchen und der Band einen Vertrag unterbreiten. Zusammen mit The Rods und Talas bildete Helstar Combats Anfangsbestand. Die sechs Demo-Stücke plus zwei neue ergaben dann das erste Album Burning Star, das 1984 veröffentlicht wurde. Frontmann James Rivera singt darauf unter dem Namen Bill Lionel. In verschiedene Biografien fand das Gerücht Eingang, ihm habe ein Vaterschaftsprozess gedroht, weswegen er sich quasi unsichtbar habe machen wollen. Das komplette Album wurde in zwei Tagen aufgenommen und in nochmal zwei Tagen gemixt. Produziert wurde es, man könnte sagen labelintern, von The-Rods-Schlagzeuger Carl Canedy.

### Veränderungen
Ende 1984 begannen bandinterne Zwistigkeiten, die bis Anfang 1985 anhielten und über deren Auswirkungen die Musikpresse ihre Leserschaft informierte. Auslöser soll Oscar Pavon gewesen sein, Bruder des Schlagzeugers Hector Pavon, der den Manager gab, aber nichts auf die Reihe kriegte. Barragan verließ die Band. Er versuchte eine neue unter der Bezeichnung Betrayer aufzubauen, was ihm auf die Schnelle nicht gelang. Er konnte nur Lieder schreiben, die später für das nächste Helstar-Album verwendet wurden. James Rivera löste das Managementproblem durch einen Wechsel, verlor aber als Konsequenz die mit dem Ex-Manager eng verbundenen Mitglieder Pavon, Medina und Rogers. Daraufhin bat Rivera den glücklosen Barragan zurückzukehren. Barragan und Rivera suchten und fanden neue Mitmusiker in Robert Trevino (Gitarre), Gerald „Jerry“ Abarca (Bass) und René Luna (Schlagzeug). In einem Sommermonat des Jahres 1985 entstand in den Mad Dogs Studios in Hollywood das Album Remnants of War, welches 1986 veröffentlicht wurde. Helstar präsentierte sich live im Vorprogramm von Anthrax, Megadeth und King Diamond.
1987 erfolgte ein Bandumzug von Texas nach Kalifornien in die Nachbarschaft des Metal-Blade-Sitzes, ihres neuen Labels. Man war mit Combat unzufrieden gewesen und erwartete von der räumlichen Nähe eine bessere Absprache und Kontrolle. Ergeben hatte sich der direkte Label-Übertritt aus der Sachlage, dass ihr Manager Mike Faley zum Vizepräsidenten von Metal Bade berufen worden war. Dessen Boss Brian Slagel konnte er von der Qualität seiner betreuten Band überzeugen. Es gab einen Vertrag über zwei Alben. Die Verlagerung ihres Lebensumfeldes machten nicht alle mit und deshalb wurden der Schlagzeuger und ein Gitarrist ausgetauscht. Nun spielten Frank Ferreira (Schlagzeug) und André Corbin (Gitarre) in der Band. A Distant Thunder heißt das Album, das im November 1988 veröffentlicht wurde. Darauf befindet sich das Scorpions-Cover He's a Woman, She's a Man, das zum festen Bestandteil der Live-Shows werden sollte. Produziert wurde es von Bill Metoyer (Lääz Rockit, Sacred Reich, Slayer), der in nichts hineinredete, auch die gewollte Kantigkeit respektierte. Mit Yngwie Malmsteen ging es danach auf Europatournee. In der ersten Dezemberhälfte 1988 spielte die Band in Deutschland im Package mit Tankard, Vendetta und Dimple Minds. Helstar passte stilistisch nur ansatzweise dort hinein und wurde nahezu ignoriert. Im Anschluss ging es in die Beneluxländer, wo es besser lief, ihnen auch mal die Headliner-Ehre zuteilwurde.

### Krise
Die Musiker verließen 1989 das teure Pflaster Los Angeles und kehrten zurück nach Houston. Im Herbst desselben Jahres wurde in rund 25 Tagen Nosferatu eingespielt, welches das erste Album war, auf dem sich die Besetzung gegenüber dem Vorgänger nicht verändert hatte. Was ein gutes Zeichen hätte sein können, war in Wirklichkeit eine Notgemeinschaft von zwei nicht – oder nicht mehr – miteinander harmonierenden Gitarristen geworden. Hinzu kam die Beendigung der Kooperation zwischen Metal Blade und dem für Europa zuständigen Label Roadrunner. Des Weiteren lagen die Verkaufszahlen unter dem erwarteten Niveau. Dies war teilweise auch der Grunge-Welle geschuldet. Prompt wurde der auslaufende Plattenvertrag nicht verlängert. Hauptschauplatz der filmischen Nosferatu-Handlung ist Deutschland. Daher wollte Helstar einem Instrumentalstück einen deutschen Titel geben, der jedoch völlig verunglückte: Von am Lebem desto Strum sollte „From above the Storm“ bedeuten. In gewisser Weise spiegelt der Buchstabensalat die verfahrene Bandsituation jener Tage wider.
1990 sah man sich gezwungen, mit einer Demoaufnahme hausieren zu gehen, aber kein Label zeigte Interesse. Die Besetzung war noch dieselbe: Rivera, Barragan, Corbin, Abarca, Ferreira. Doch unmittelbar danach verließen wieder zwei Mitstreiter die Band, für die der Gitarrist Aaron Garza und der Schlagzeuger Russel De Leon einsprangen. Hierauf folgte ein gravierender Verlust: Barragan zog sich resigniert aus dem Musikgeschäft zurück ins private Familienleben mit verschiedenen Einkunftsquellen, angefangen beim Tankwart-Job bis zur einträglichen Daueranstellung im IT-Bereich für die Unternehmensberatungsfirma KPMG. Viele Jahre später sollte noch eine Papierrecyclingfabrik zu seiner Liste an Arbeitsplätzen hinzukommen. Musik machte er in einer Tex-Mex-Barband, wird berichtet, er selbst gab an, sechs oder sieben Jahre sein Instrument nicht angerührt zu haben. Allerdings wollten Rivera und die gerade erst eingestiegenen Garza und De Leon nach Barragan Weggang nicht hinwerfen, sondern reaktivierten ihren alten Gitarristen Robert Trevino. Als neuen Bassisten verpflichteten sie Mike Martin. 1991 entstand so ein Six-Track-Demo unter dem Namen Vigilante. Es blieb ebenfalls ohne Durchschlagskraft. 1993 entstand ein weiteres Demo, worauf vier Titel enthalten sind, diesmal ohne den erneut ausgestiegenen Trevino, also in Quartettgröße. In großer Eile zog die Band davon 100 Kopien, weil sie immerhin zwei Auftrittsmöglichkeiten ergattern konnte und der direkte Kassettenverkauf eine zusätzliche Einnahmequelle versprach. Der Plan, die vier Stücke regulär auf CD pressen zu lassen, wurde in dem Moment fallen gelassen, als Dave Ellefson, seines Zeichens Bassist bei Megadeth, sich ihnen als Mentor sowie ein eingefleischter Fan als Spender anbot. Es wurde neu gerechnet, neu geplant, ein Lied hinzuaddiert, noch einmal das Aufnahmestudio aufgesucht und – wieder nicht realisiert. Bassist Jerry Abarca meldete plötzlich seine Rückkehr an. Ellefson hatte sich schon gewundert, warum Rivera nicht als Helstar firmieren wollte, und als Abarca zurückkehrte, hatte er gewissermaßen keinen Grund mehr, dies abzulehnen. Massacre Records bot einen Vertrag an. Aus marketingtechnischen Erwägungen stimmte die Firma dem Namenswechsel zu und veröffentlichte 1995 das fünfte Album der Band, Multiples of Black, wieder als Helstar. Es ist allerdings nicht ganz stimmig, denn die verwendeten Ellefson-Aufnahmen, die 30.000 Dollar gekostet hatten, heben sich von den hinzugefügten, für die nur noch 3.000 Dollar zur Verfügung standen, ab, darüber hinaus ging die Coverzeichnung daneben. Musikalisch betrachtet, gestand Rivera im Nachhinein weitere Unzulänglichkeiten ein; es sei „schwachbrüstig“, resümierte er in einem Interview. In der Metal-Hammer-Redaktion fand das Werk auch keinen Anklang und rangierte in der Mai-Neuerscheinungstabelle auf dem vorletzten Platz. Fast zwangsläufig scheiterte der Comebackversuch.

### Überbrückung
Die Besetzung lautete zu diesem Zeitpunkt: James Rivera (Gesang), Aaron Garza (Gitarre), D. Michael Heald (Gitarre), Gerald „Jerry“ Abarca (Bass), Russel De Leon (Schlagzeug). James Rivera stand 1998 eine kurze Zeit im Line-up von New Eden bei gleichzeitiger Chaotic-Order-Mitgliedschaft, immer mit dem Gedanken im Hinterkopf, Gefolgsleute für einen neuerlichen Helstar-Anlauf zu finden. Seine nächste Station war Destinys End. Im Mai 2000 erschien T’was the Night of a Helish X-Mas, ein Helstar-Livealbum, aufgenommen im Dezember 1989, und im Jahr darauf The James Rivera Legacy mit den für den Nosferatu-Nachfolger bestimmten Demo-Titeln sowie den Vigilante-Demo-Titeln. Dann spielte James Rivera mit einigen Gastmusikern 2001 beim Bang-Your-Head-Festival. Eine Festival-Tour in den USA folgte im Anschluss. Ebenfalls im August 2001 schien ein Einstieg Riveras bei Flotsam and Jetsam perfekt zu sein, deren Sänger besann sich jedoch und blieb in der Band. Dafür brachte Rivera sich bei Seven Witches ein. Schließlich gründete er eine neue Gruppe unter der Bezeichnung Distant Thunder, und da diese sowieso auf ein frühes Helstar-Album verwies, gab er sie bald darauf als Helstar aus. Ihr gehörten zum Zeitpunkt des Namenswechsels neben Rivera noch Eric Halpern (Gitarre), Mike LePond (Bass) von Symphony X und Michael Lewis (Schlagzeug) an. Unterdessen machten drei frühere Helstar-Mitglieder in Form der Bandgründung von Eternal Black gemeinsame Sache: die Gitarristen Larry Barragan und Rob Trevino und Schlagzeuger Russell DeLeon. 2004 spielte Rivera unter dem Namen Helstar als Headliner beim Keep-It-True-Festival in Lauda-Königshofen, mit anschließenden Auftritten in Griechenland, Italien, Dänemark und Holland.

### Reunion
Bevor im Mai 2006, elf Jahre nach dem Auseinandergehen der letzten Stammmitglieder, James Rivera, Larry Barragan, Jerry Abarca, Robert Trevino und Russel De Leon die Szenerie wieder gemeinsam unter dem Helstar-Banner betraten, sagte Rivera im September 2005 Vicious Rumors seine Dienste zu. Einer Handgreiflichkeit wegen musste er jedoch gehen, konnte sich dadurch aber voll auf Helstar konzentrieren. Ein Bekannter von Barragan hatte sich eine Reunion für seine Metalshow in San Antonio gewünscht und alle Stammmitglieder sagten zu. Sins of the Past, eine neu eingespielte Best of, wurde 2007 veröffentlicht. Darauf sind mit Tormentor und Caress of the Dead bereits zwei neue Lieder enthalten. Die Musiker wollten mit diesem Album feststellen, ob ein beständiger Bandgeist existiere. Am 4. April 2008 fand erneut ein Auftritt beim deutschen Keep-It-True-Festival statt, diesmal voller Elan und Spielfreude und in Rückbesinnung auf Remnants of War, das komplett gespielt wurde. Laut Barragan war es sein schönstes Live-Erlebnis. Ende September 2008 erschien das von den Fans lang erwartete Studioalbum voller Neukompositionen (wenn man die beiden auf Sins of the Past vorveröffentlichten Lieder als „neu“ durchgehen lässt) namens The King of Hell. Im Dezember desselben Jahres spielte man auf der „Death to Xmas European Tour“ neben Flotsam and Jetsam, Samael, Dismember, Hatchet, Onslaught, Heathen und Monstrosity. Zur „Hell over Europe Tour“ brach Helstar im Mai 2009 auf. Am 5. November 2010 wurde, wie schon die vorigen Alben über AFM Records, Glory of Chaos veröffentlicht, bei dem man sich beim für Helstar-Verhältnisse härteren unveröffentlichten Eternal-Black-Material bedient hat, und 2012 die Doppel-Live-CD 30 Years of Hel.
Auf der „European Chaos Tour“ ging es Jerry Abarca im Dezember 2010 sehr schlecht, sodass er zu einer ärztlichen Untersuchung in die Heimat zurückreiste, während die Band mit dem slowenischen Aushilfsbassisten Matej Sušnik die Tournee beendete. Es wurde eine schwere Bauchfellentzündung mit anhaltend ernstem Verlauf diagnostiziert, deretwegen er nicht mehr für Helstar aktiv sein konnte. Mike LePond wurde einmal mehr von Symphony X für die Festival-Auftritte und Hallenkonzerte ausgeborgt. 2014 wurde die Vertretungsfrage neuerlich aufgeworfen. Finanzielle Erwägungen führten zu einer Doppellösung, und zwar wurde Matej Sušnik für die Termine in Europa verpflichtet, während der Amerikaner Gerrick Smith für seinen Heimatkontinent zuständig ist. Der Status von Jerry Abarca ist weiterhin der eines Bandmitglieds; alle hoffen auf seine Genesung. Barrigan erhob ihn zu einem „Familienmitglied“, ihm die Bandzugehörigkeit abzusprechen, hielte er für respektlos. Am 25. April 2014 erschien This Wicked Nest wieder bei AFM Records. Darauf bedient Matej Sušnik den Bass.

## Musikstil
Am häufigsten genannt wird der Stil Power Metal. Die Website metalstorm.net zieht die Begriffe Power Metal, Speed Metal und Thrash Metal heran. Für Heavy Metal und Power Metal hat sich rockdetector.com entschieden.
Das Debütalbum wird aufgrund seiner schnellen Stücke mit ruhigen Passagen und streckenweisem Schreigesang überwiegend dem Power Metal zugeordnet. Die Zuordnung zum „amerikanischen 1980er Goth Metal“, wie ihn Martin Popoff in The Collector’s Guide of Heavy Metal Volume 2: The Eighties vornimmt, stellt eine Ausnahme dar. Judas Priest, Iron Maiden, Mercyful Fate, Manowar, und Virgin Steele werden in verschiedenen Publikationen als Vergleichsbands herangezogen.
Auch Remnants of War erhält nahezu unwidersprochen das Etikett „Power Metal“. Ingo Schwichtenberg von Helloween tippte beim Vorgespieltbekommen für die Kollegenbeurteilungs-Rubrik eines Metal-Hammer-Sonderheftes auf Manowar.
Auf Nosferatu zeigen sich progressive Elemente, hervorgerufen durch das Adaptieren aus klassischen Werken. Nach Popoffs Analyse handelt es sich bei Nosferatu um eine Kreuzung aus verschiedenen metallischen US-Regionalausformungen sowie technischem Präzisions-Metal der Marke Coroner, Rage und Helloween mit einem Schuss Metallica, um wenigstens eine traditionelle Note darin erkennen zu lassen. Er bezeichnete das Ergebnis als „snobby speed metal“.
Das umstrittene Album Multiples of Black charakterisierte der Metal-Hammer-Autor Tore Wijnfurth als „True metal, aber nicht at it’s best“.
The King of Hell weise zahlreiche NWoBHM-Momente auf und sei daher traditioneller Power/Heavy Metal, meint Popoff (Volume 4).
Thrash-Elemente fanden auf Glory of Chaos Eingang. Die Musik erinnere stellenweise entweder an Forbidden, Death Angel, Heathen, Nevermore oder Exodus, schreibt Michael Edele auf laut.de. Marc Halupczok nennt in diesem Zusammenhang nur Nevermore im Metal Hammer. Mario Karl von Musik an sich fühlte sich lediglich an Forbidden erinnert. Es sei ein „fast pures Thrash-Metal-Album“ schrieb er auf der Website.
Deutliche Thrash-Anteile im Power-Metal-Konzept kennzeichnen This Wicked Nest. Bei Frank Thießies vom Metal Hammer fand dies keinen Anklang. Seiner Meinung zufolge ist das Material musikalisch uninspiriert und gesangstechnisch lächerlich. Dabei meinte Barragan im Musik-an-sich-Interview: „Wir haben einen Weg gefunden James’ Stimme über die wirklich schweren Parts zu stülpen.“

## Textthemen
Anfangs lag der textliche Schwerpunkt noch auf erfundenen Welten statt unserer realen. „Die Texte sollen die Leute unterhalten. Wir schreiben zum Beispiel von Elfenköniginnen, über Fantasy also. Wir hinterfragen die Dinge aber auch, jedoch ohne dabei sozialkritisch zu werden. Wenn man den Fernseher anmacht, sieht man dauernd Leute, die sich irgendwie kritisch äußern. […] es ist nicht unsere Aufgabe, sowas auch noch in die 40 Minuten unserer Platte zu packen.“ Mit der Zeit gelangte man zu einer „erwachsenen“, das heißt einer gegenteiligen Sichtweise. Zunächst näherte man sich auf A Distant Thunder neben dem Verharren in Königs- und Drachengespinsten an heikle Themen an, indem man einen kritischen Song über Adolf Hitler schrieb.
Martin Popoff beschreibt in The Collector’s Guide of Heavy Metal Volume 3: The Nineties die Textinhalte von Multiples of Black kurz und knapp als Konfrontationen mit dem bevorstehenden Weltuntergang. Sarkastisch sei der Albumtitel Glory of Chaos gemeint, erklärte Rivera in einem Interview. Wir würden in einem Chaos von verseuchter Umwelt, nicht enden wollenden Kriegen und bigotten Religionen leben, gegen die wir nichts unternehmen, weil wir das anscheinend ganz großartig finden. „[Wir haben] über die Dunkel-, die Traurig- und die Schlechtigkeit der Welt, in der wir leben, geschrieben“, meinte er abschließend. Die Texte von This Wicked Nest haben sich Rivera und Barragan geteilt, wobei der Gitarrist mehr Texte verfasst hat als der Sänger. Politische Themen stehen im Vordergrund, und hierbei besonders der Aspekt der Korruption, dem Motor des Weltgeschehens, wie er findet.
Trevino fasste einmal die textliche Ausrichtung seiner Band mit den Worten zusammen, Helstar schreibe über Kriege und das Weltenende, immer wieder anders akzentuiert. Für den Hörer müsse das unweigerlich so klingen, als seien sie „ein Haufen alter angepisster Männer“ (wörtlich: „a bunch of old pissed-off men“).

## Diskografie
- 1983: 1983 Demo (Demo, Eigenproduktion)
- 1983: Live Demo (Demo, Eigenproduktion)
- 1984: Burning Star (Album, Combat Records)
- 1986: Remnants of War (Album, Combat Records)
- 1988: A Distant Thunder (Album, Metal Blade)
- 1989: Nosferatu (Album, Metal Blade)
- 1990: Demotape ’90 (Demolition) (Demo, Eigenproduktion)
- 1991: Demo (Vigilante) (Demo, Eigenproduktion)
- 1993: 1993 Demo (Demo, Eigenproduktion)
- 1995: Multiples of Black (Album, Massacre Records)
- 2000: T’was the Night of a Helish X-Mas (Live-Album, Metal Blade)
- 2001: The James Rivera Legacy (bisher nicht offiziell veröffentlichtes Demomaterial, Iron Glory Records)
- 2007: Burning Alive (DVD, Perris Records)
- 2007: Sins of the Past (neu eingespielte Bandklassiker plus zwei neue Stücke, AFM Records)
- 2008: The King of Hell (Album, AFM Records)
- 2010: Rising from the Grave (2 Alben-Wiederveröffentlichungen mit DVD als 3-CD-Box-Set, Metal Blade)
- 2010: Glory of Chaos (Album, AFM Records)
- 2012: 30 Years of Hel (Doppel-Live-CD, AFM Records)
- 2012: 30 Years of Hel (DVD, AFM Records)
- 2014: This Wicked Nest (Album, AFM Records)
- 2016 Vampiro (Album, Ellefson Music Productions)